# Blejski sporazum (1938)
Blejski sporazum iz leta 1938 je bil pakt o nenapadanju med Madžarsko in državami t. i. male antante – Jugoslavijo, Češkoslovaško in Romunijo. V zameno za obljubo o nenapadanju so države male antante priznale pravico Madžarske do oboroževanja, s čimer je bilo delno odpravljeno določilo Trianonske pogodbe, ki je Madžarski kot naslednici v prvi svetovni vojni poražene Ogrske nalagalo ostre omejitve velikosti ter sestave oboroženih sil. Sporazum je bil sprejet 22. avgusta 1938 na zasedanju na Bledu (današnja Slovenija).
Madžarska je bila zaskrbljena zaradi vojaške moči male antante, katere članice bi lahko porazile državo v primeru sodelovanja z Nemčijo pri napadu na Češkoslovaško. Po drugi strani se Madžari niso želeli odreči kosu Češkoslovaške, če bi bila ta razdeljena. Ko je leta 1938 padla pronemška vlada, je novi, bolj prozahodno usmerjeni madžarski premier Béla Imrédy želel zagotovilo, da Jugoslavija in Romunija ne bosta napadli v primeru akcije proti Češkoslovaški. Hitler in Mussolini sta favorizirala Jugoslavijo v pogovorih o zavezništvu namesto Madžarske, zato sta zavrnila Imrédyjevo prošnjo po zagotovilu, da je Jugoslavija ne bo napadla.
Stranke sporazuma so se strinjale glede zaveze o nenapadanju in oboroževanju, pri vprašanju pravic manjšin pa je Češkoslovaška zavrnila madžarske zahteve, ki so bile prav v ta namen pretirane. Rezultat je bila v mnogih pogledih nejasna pogodba, odprta za različne interpretacije, z odloženo veljavnostjo v odnosu Madžarska–Češkoslovaška, dokler državi ne bi rešili vprašanja manjšin. 

## Posledice
Angleški in francoski tisk sta pozdravila sporazum, prav tako časopisi v državah male antante, medtem ko so Nemci burno reagirali. V času pogajanj z malo antanto je bila namreč Madžarska v skrivnih pogovorih z Nemčijo glede priprav na napad na Češkoslovaško (Fall Grün). Hitler je takrat Imrédyju zabrusil, da sicer »ničesar ne pričakuje od Madžarske«, vendar »kdor želi sodelovati pri pojedini, mora pomagati tudi v kuhinji«. 25. avgusta je madžarski zunanji minister Kálmán Kánya na avdienci pri Hitlerju zagotovil, da bo država kljub vsemu sodelovala pri morebitni oboroženi akciji proti Češkoslovaški, pri sebi pa so Madžari računali na to, da bo Češkoslovaško zavzela nemška vojska, sami pa bodo le vkorakali za njimi in izpolnili svoje ozemeljske težnje brez boja. Vendar Hitler ni pozabil zavrnitve, kar je vplivalo na nemško-madžarske odnose še dolgo časa.
Globlji pomen sporazuma je razumel le italijanski zunanji minister Galeazzo Ciano, ki je zapisal, da je z njim Češkoslovaška izolirana, s čimer je bil dosežen nov korak pri rušenju male antante. Madžarska je sporazum s Češkoslovaško kmalu dokončno razveljavila.